# دم‌آب (کیار)
دم‌آب، روستایی در بخش ناغان (کیار)  از توابع بخش ناغان شهرستان کیار در استان چهارمحال و بختیاری ایران است.

## جمعیت
این روستا در دهستان ناغان قرار دارد و براساس سرشماری مرکز آمار ایران در سال ۱۳۸۵، جمعیت آن ۲۲۷ نفر (۵۹خانوار) بوده‌است.